# كأس إنترتوتو 1967
كأس إنترتوتو 1967 هو الموسم 7 من  كأس إنترتوتو. فاز فيه رتش شوروزو.